# Vermögensgegenstand
Der Vermögensgegenstand ist ein Rechtsbegriff des Handelsrechts, mit dem alle materiellen und immateriellen bilanzierungsfähigen Sachen und Rechte bezeichnet werden.

## Allgemeines
Diese allgemein gehaltene Definition wird im Handelsgesetzbuch (HGB) nicht weiter konkretisiert. Bei einem Vermögensgegenstand handelt es sich jedenfalls um einen
- wirtschaftlichen Vorteil materieller oder immaterieller Art, der ausschließlich dem Unternehmen über den nächsten Bilanzstichtag hinaus zusteht und
- einen nachhaltigen vermögenswerten Vorteil:
  - Sachen und Rechte im Sinne des bürgerlichen Rechts (§ 90, § 90a BGB)
  - Güter, die mit keinem Recht verbunden sind (z. B. ungeschützte Erfindungen, Know-how) und
- zu dessen Erlangung Aufwendungen getätigt wurden und
- der somit selbständig bewertbar ist und
- der unabhängig vom Unternehmen einzeln veräußert werden kann.

Nicht jeder Vermögensgegenstand gelangt durch Aktivierung in die Bilanz. Ob ein solcher Vermögensgegenstand in der Bilanz zu aktivieren ist, ergibt sich aus den handelsrechtlichen Vorschriften. Auch wenn in § 246 Abs. 1 Satz 1 HGB mit dem Vollständigkeitsgebot eigentlich eine Verpflichtung zur vollständigen bilanziellen Erfassung aller Vermögensgegenstände kodifiziert ist, gibt es hiervon zahlreiche Ausnahmeregelungen.

## Vermögensgegenstand/Wirtschaftsgut
Nach dem Vollständigkeitsprinzip des § 246 Abs. 1 HGB sind in der Bilanz alle Vermögensgegenstände und Schulden zu erfassen, die dem Kaufmann rechtlich zustehen und/oder wirtschaftlich zuzurechnen sind. Dieses Prinzip soll verhindern, dass Vermögen oder Schulden nicht umfassend bilanziert werden und dadurch das Gläubigerschutzprinzip verletzt wird. Gleichzeitig muss jedoch sichergestellt sein, dass nicht solche Vermögensgegenstände bilanziert werden, die den Gläubigern nicht als Schuldendeckungspotenzial dienen können. Ein Vermögensgegenstand muss so beschaffen sein, dass seine Verwertung einem Gläubiger zur Rückzahlung von dessen Forderungen verhilft. Das HGB definiert den Begriff des Vermögensgegenstandes nicht. Der Begriff des Vermögensgegenstands stimmt weitestgehend mit dem Begriff Wirtschaftsgut im Steuerrecht überein.
Da nur die Aktivierung von Vermögensgegenständen erlaubt ist, muss geprüft werden, ob ein Gut als Vermögensgegenstand klassifiziert werden kann. Die Abgrenzung fällt im Einzelfall nicht immer leicht, wie etwa die Zuordnung bestimmter Herstellungskosten zeigt. Während die auf die Entwicklungsphase entfallenden Herstellungskosten aktivierungsfähig (§ 248 Abs. 2 HGB) sind, dürfen die auf die Forschungsphase entfallenden Herstellungskosten nicht aktiviert werden (§ 255 Abs. 2 Satz 4, Abs. 2a HGB).
Vermögensgegenstände gelten als aktivierbare und zu bilanzierende Vermögensgegenstände, wenn sie folgende Prinzipien kumulativ erfüllen:

### Vermögenswertprinzip
Das Vermögenswertprinzip leitet sich aus dem Prinzip wirtschaftlicher Betrachtungsweise ab, welches verlangt, dass die Auslegung des bilanzrechtlichen Vermögensgegenstandsbegriffs nicht formalrechtlich, sondern wirtschaftlich erfolgt. Ein zu bilanzierender Vermögensgegenstand ist also dann vorhanden, wenn ein vermögenswerter Vorteil vorliegt bzw. ein „wirtschaftlich ausnutzbare[r] Vermögensvorteil“.
Beispiel
Eine uneinbringliche Forderung erfüllt nicht das Vermögenswertprinzip, obwohl es sich um ein Recht handelt, da sie aufgrund ihrer Uneinbringlichkeit keinen wirtschaftlich ausnutzbaren Vermögensvorteil darstellt. Immaterialgüter ohne Rechtsschutz – also rein wirtschaftliche Güter – hingegen können den Anforderungen an einen positiven Vermögenswert genügen, wenn sie dazu geeignet sind, in der Zukunft Einnahmeüberschüsse zu erzeugen.
Offensichtlich ist das Prinzip wirtschaftlicher Betrachtungsweise jedoch relativ unscharf, weswegen auf die Unterprinzipien des Vermögenswertprinzips – das Erwerberfiktionsprinzip, das Prinzip des unternehmensspezifischen Nutzens und das Prinzip des längerfristigen Nutzens – zurückgegriffen wird, um das übergeordnete Vermögenswertprinzip zu konkretisieren. Sind diese Unterprinzipien kumulativ erfüllt, so liegt zwar ein vermögenswerter Vorteil, aber nicht zwangsläufig ein zu bilanzierender Vermögensgegenstand vor.

#### Erwerberfiktionsprinzip
Das Erwerberfiktionsprinzip benutzt die fiktive Situation, dass jemand den vermeintlichen vermögenswerten Vorteil auf einem fiktiven Markt an einen fiktiven Erwerber verkaufen möchte. Das Erwerberfiktionsprinzip gilt dann als erfüllt, wenn ein „fremder Dritter bei Fortführung des Unternehmens diesen Gegenstand im Rahmen der Kaufpreisbemessung berücksichtigen würde“. Ziel ist es, zu klären, ob der betrachtete vermeintliche Vermögensgegenstand nur in der subjektiven Betrachtungsweise des Eigentümers oder Besitzers einen vermögenswerten Vorteil darstellt oder ob der vermeintliche Vermögensgegenstand auch aus der objektiven Perspektive des Marktes einen vermögenswerten Vorteil darstellt, so dass der fiktive Erwerber bereit wäre, für diesen Vermögensgegenstand zusätzliches Geld zu bezahlen.

#### Prinzip des unternehmensspezifischen Nutzens
Das Prinzip des unternehmensspezifischen Nutzens bindet den Nutzen der Sache an das Unternehmen und den bilanzierenden Kaufmann. Ein vermögenswerter Vorteil ist also dann gegeben, wenn der vermeintliche Vermögensgegenstand lediglich für diesen einen kaufmännischen Betrieb, aber nicht für Dritte, einen wirtschaftlichen Nutzen erbringt.

#### Prinzip des längerfristigen Nutzens
Das Prinzip des längerfristigen Nutzens fordert für die Existenz eines zu bilanzierenden Vermögensgegenstandes die Nachhaltigkeit des vermögenswerten Vorteils. Diese Nachhaltigkeit ist dann gegeben, wenn sich dessen Nutzen über mehrere Wirtschaftsjahre erstreckt.

### Greifbarkeitsprinzip
Weil nicht jeder vermögenswerte Vorteil ein zu bilanzierender Vermögensgegenstand ist, muss gemäß dem Vorsichtsprinzip eine Objektivierung des vermögenswerten Vorteils erfolgen. Objektivierungskriterien sind das Greifbarkeitsprinzip und das Prinzip selbständiger Bewertbarkeit.
Das Greifbarkeitsprinzip fordert, dass man den vermögenswerten Vorteil vom Geschäfts- oder Firmenwert trennen kann; der vermögenswerte Vorteil darf nicht untrennbar mit dem Firmen- oder Geschäftswert verbunden sein. Der BFH stellt eine Typisierungsvermutung auf, die Sachen und Rechten die Greifbarkeit automatisch zuweist, aber rein wirtschaftlichen Gütern die Greifbarkeit automatisch abspricht. Diese aus Vereinfachungsgründen gewählte Typisierungsvermutung lässt sich entkräften:
Beispiel
Eine uneinbringliche Forderung würde als greifbar gelten, lässt sich aber nicht vom Firmen- oder Geschäftswert trennen, da sie wertlos ist, und erfüllt somit nicht das Greifbarkeitsprinzip. Gleiches gilt für eine wertlose Maschine, die zwar als Sache die Typisierungsvermutung des BFH erfüllt, aber aufgrund ihrer Wertlosigkeit nicht vom Firmen- oder Geschäftswert trennbar ist und somit nicht greifbar ist.
Aufgrund der Unschärfe der Typisierungsvermutung wird auch hier auf das Übertragbarkeitsprinzip und das Unentziehbarkeitsprinzip zurückgegriffen. So können auch rein wirtschaftliche Güter, die die Typisierungsvermutung nicht erfüllen, greifbar sein, wenn sie die Unterprinzipien des Greifbarkeitsprinzips kumulativ erfüllen.

#### Übertragbarkeitsprinzip
Ein Vermögensgegenstand ist greifbar, wenn er mit dem gesamten Unternehmen übertragbar ist. Es ist gleichgültig, ob der Vermögensgegenstand einzeln veräußerbar ist oder nur zusammen mit dem Rest des Unternehmens übertragen werden kann.

#### Unentziehbarkeitsprinzip
Ein Vermögensgegenstand ist greifbar, wenn er unentziehbar ist. Hierbei reicht jedoch die faktische Unentziehbarkeit aus; diese Unentziehbarkeit beschränkt sich darauf, dass der Vermögenswert derartig wirtschaftlich gesichert ist, so dass keine beliebige Entziehbarkeit vorliegt.

#### Selbständige Verwertbarkeit
Ein Vermögensgegenstand ist greifbar, wenn er selbstständig verwertbar ist. Danach muss ein Vermögensgegenstand ein wirtschaftlich nutzbares Potenzial zur Deckung von Schulden des Unternehmens darstellen. Eine selbstständige Verwertbarkeit liegt dann vor, wenn ein Vermögensgegenstand
- durch Veräußerung,
- durch Einräumung eines Nutzungsrechtes,
- durch bedingten Verzicht oder
- im Wege der Zwangsvollstreckung

in Geld transformiert werden kann.

### Prinzip selbständiger Bewertbarkeit
Das Prinzip selbständiger Bewertbarkeit folgt aus dem Einzelbewertungsprinzip gemäß § 252 Abs. 1 Nr. 3 HGB, welches fordert, dass die Vermögenswerte und Schulden des Unternehmens am Abschlussstichtag einzeln zu bewerten sind. Das Prinzip geht über das Greifbarkeitsprinzip hinaus und interessiert sich nicht nur für die grundsätzliche Trennbarkeit des vermögenswerten Vorteils vom Geschäfts- oder Firmenwert, sondern für dessen Trennbarkeit vom Geschäfts- oder Firmenwert der Höhe nach; es geht also um eine abgrenzbare Bewertung. Es kann Greifbarkeit ohne selbständige Bewertbarkeit vorliegen, aber ebenso gut kann ein Vermögenswert selbständig bewertbar sein, ohne greifbar zu sein. Wenn ein Vermögenswert nicht greifbar und/oder nicht selbständig bewertbar ist, geht er in dem Firmen- oder Geschäftswert auf, da er sich ja nicht von ihm trennen bzw. abgrenzen lässt. Die Rechtsprechung hat sich in der Vergangenheit für einen weitläufigeren Begriff der selbständigen Bewertbarkeit ausgesprochen. Demzufolge reicht es aus, wenn Wertzurechnungen schätzbar sind, wobei oftmals eine griffweise Schätzbarkeit genügt. Dies war beispielsweise bei einem Urteil des BFH der Fall, bei dem eine lediglich angenommene Nutzungsdauer eines Vertreterbezirks für den Vertreter als aktivierbarer Vermögensgegenstand bewertet wurde.

## Einordnung der Vermögensgegenstände
Die Vermögensgegenstände umfassen damit im Wesentlichen das Anlage- und Umlaufvermögen auf der Aktivseite der Bilanz.
Es gibt materielle und immaterielle Vermögensgegenstände. Seit der Bilanzrechtsmodernisierung 2009 besteht ein Aktivierungswahlrecht für die Herstellungskosten von selbst geschaffenen immateriellen Vermögensgegenständen des Anlagevermögens (§ 248 Abs. 2 Satz 1 HGB). Auch immaterielle Vermögensgegenstände können physisch greifbar sein. Sie werden deshalb als immateriell betrachtet, weil ihre körperliche Komponente lediglich eine Trägerfunktion hat (z. B. die CD, auf der die Software gespeichert ist). Der körperlichen Komponente materieller Vermögensgegenstände kommt eine eigenständige Bedeutung zu (der zur Beschreibung bestimmte CD-Rohling).
Nicht aktivierbare immaterielle Vermögensgegenstände sind selbst geschaffene Marken, Drucktitel, Verlagsrechte, Kundenlisten oder vergleichbare immaterielle Vermögensgegenstände des Anlagevermögens. Grund dafür ist das Fehlen der selbständigen Bewertbarkeit.

## Zurechnung von Vermögensgegenständen

### Prinzip wirtschaftlicher Vermögenszugehörigkeit
Dieses Prinzip regelt die Zurechnung eines Vermögensgegenstandes zum Vermögen des Kaufmannes mit Hilfe der Grundsätze ordnungsmäßiger Buchführung. Gemäß § 242 Abs. 1 HGB hat ein Kaufmann „sein“ Vermögen auszuweisen. Dazu ist es jedoch weder notwendig noch hinreichend, dass sich ein Vermögensgegenstand zivilrechtlich im Eigentum des Kaufmanns befindet. Dessen ungeachtet spielt das zivilrechtliche Eigentum bzw. die jeweilige Zivilrechtsstruktur eine Rolle bei der Zurechnung nach dem Prinzip wirtschaftlicher Zugehörigkeit, da gilt: „[I]st ein Vermögensgegenstand nicht dem Eigentümer, sondern einem anderen wirtschaftlich zuzurechnen, hat dieser ihn in seiner Bilanz auszuweisen.“ (§ 246 Abs. 1 Satz 2 HGB). Der Bilanzierende, d. h. derjenige, der den Vermögensgegenstand letztendlich in seiner Bilanz aufzuführen hat, wird bestimmt als der, welcher „Substanz und Ertrag vollständig und auf Dauer“ in Bezug auf den Vermögensgegenstand besitzt und erhält.

### Prinzip periodengerechter Erfolgsermittlung
Zudem schreibt das Realisationsprinzip, das sich als Prinzip periodengerechter Erfolgsermittlung ausprägt, vor, dass entstandene Ausgaben für Vermögensgegenstände aktiviert werden müssen. Dadurch, dass der Vermögensgegenstand in den zukünftigen Folgeperioden planmäßig abgeschrieben wird, erfolgt eine periodengerechte Zuordnung der zukünftigen Erträge durch den Vermögensgegenstand zu den Aufwendungen, die nötig waren, um den Vermögensgegenstand in diesen Zustand, in welchem er Erträge erbringt, zu versetzen. Wenn der Kaufmann Investitionsrisiken und -chancen des Vermögensgegenständes mit seinem Vermögen trägt, so muss er gemäß dem Imparitätsprinzip die zu erwartenden Wertminderungen vorwegnehmen. Falls der Vermögensgegenstand dem Vermögen des Kaufmanns zugerechnet wird, so ermöglicht dies eventuell erforderliche außerplanmäßige Abschreibungen.

## Einführung der kommunalen Doppik
Mit Einführung der kommunalen Doppik und einem kaufmännischen Rechnungswesen in kommunalen Haushalten gewann der Begriff Vermögensgegenstand dort eine stärkere Bedeutung. In kommunalen Haushalten war auf kameralistischer Grundlage kein Platz für Vermögen und Schulden. Beim Aufstellen der ersten Eröffnungsbilanzen wurden viele Abgrenzungsfragen sichtbar, für die die handelsrechtlichen Regelungen nur begrenzt zu verwenden waren. So ist ein Kaufmann in der Regel nicht in der Situation, Parks oder Kulturdenkmäler bilanzieren zu müssen. Die in der Praxis gefundenen Lösungen führten dazu, dass die Vermögenssituation der Kommunen und Länder nicht immer vergleichbar dargestellt wurde, was eines der Ziele des neuen Rechnungswesens war.

## Definition nach IAS/IFRS
Die IAS/IFRS verwenden, anders als das HGB, nicht den Begriff des Vermögensgegenstands, sondern des Vermögenswerts. Nach Framework (F.49a) ist ein Vermögenswert eine
- aufgrund eines Ereignisses in der Vergangenheit
- unter der Kontrolle der bilanzierenden Einheit stehende Ressource,
- von der zukünftiger wirtschaftlicher Nutzen erwächst.

Zu den Vermögenswerten können
- selbsterstellte oder erworbene Sachanlagen,
- selbsterstellte oder erworbene immaterielle Vermögenswerte oder
- Geschäfts- und Firmenwerte (Goodwill)

gehören.

## Definition nach Schweizer Obligationenrecht
Das Schweizerische Obligationenrecht (Art. 959) übernimmt eine an die internationalen Rechnungslegungsstandards angelehnte Definition des Vermögensbegriffes. Sie lautet: „Als Aktiven müssen Vermögenswerte bilanziert werden, wenn aufgrund vergangener Ereignisse über sie verfügt werden kann, ein Mittelzufluss wahrscheinlich ist und ihr Wert verlässlich geschätzt werden kann. Andere Vermögenswerte dürfen nicht bilanziert werden.“